# النواب السفلى (المقاطرة)

تعديل مصدري - تعديل

النواب السفلى هي إحدى قرى عزلة المغارمة بمديرية المقاطرة التابعة لمحافظة لحج، بلغ تعداد سكانها 112 نسمة حسب تعداد اليمن لعام 2004.